# 福島県庁
福島県庁（ふくしまけんちょう、英: Fukushima Prefectural Government）は、広域自治体である福島県の行政機関。首長は福島県知事。

## 歴史
- 1871年（明治4年）
  - 8月29日（旧7月14日） - 廃藩置県により、旧福島県が成立する。
  - 12月13日（旧11月2日） - 福島県が二本松県（およそ中通りの領域）に合併される。
  - 12月25日（旧11月14日） - 二本松県が福島県と改称され、福島町に県庁が置かれる。
- 1876年（明治9年）8月21日 - 旧福島県、磐前県（いわさきけん。浜通り）、若松県（会津地方）が合併し、現在の福島県となる。県庁は福島町に置かれる。
- 1880年（明治13年）10月 - これまで使用していた旧福島城本丸庁舎が焼失したため、初代福島県庁舎を新築する。
- 1907年（明治40年）12月 - 2代目の福島県庁舎が完成する。
- 1936年（昭和11年） - 佐藤功一の設計に基づき3代目の県庁舎（当初計画はSRC造4階建）建設に着手。翌年の日中戦争勃発以降、建築統制が強まり、計画通りの建設が困難となる[3]。
- 1939年（昭和14年）4月 - 県庁舎は1階部分までで工事中止となる。翌年、2階部分に木造の仮庁舎が建設され、1階RC造、2階木造の庁舎となる[4]。
- 1947年（昭和22年）8月17日 - 昭和天皇の行幸（昭和天皇の戦後巡幸）[5]。
- 1953年（昭和28年）4月 - 戦前に建てられた1階部分を残し、2階以上を嵩上げして、現在の福島県庁本庁舎が完成する。
- 1971年（昭和46年）11月 - 現在の福島県庁西庁舎が完成する。
- 2016年（平成28年）7月 - 現在の福島県庁北庁舎が完成する。

## 組織
[表示]をクリックすると一覧を表示
- 知事
  - 副知事
    - 総務部
      - 秘書課、政策調査課、広報課、県民広聴室、総務課、財政課、入札監理課、税務課、税務システム課、職員研修課、行政経営課、人事課、職員業務課［福利厚生室］、文書法務課、私学・法人課、財産管理課、施設管理課、市町村行政課、市町村財政課
      - 地方振興局［県北地方振興局、県中地方振興局、県南地方振興局、会津地方振興局、南会津地方振興局、相双地方振興局、いわき地方振興局］
      - 東京事務所、大阪事務所、北海道事務所、名古屋事務所

    - 危機管理部
      - 危機管理課、消防保安課、災害対策課、原子力安全対策課［放射線監視室］
      - 消防防災航空センター
        - 消防学校

    - 企画調整部
      - 企画調整課(TOKIO課)[注釈 1][6]、復興・総合計画課、地域振興課、ふくしまぐらし推進課、エネルギー課、デジタル変革課、統計課、
      - 避難地域振興局
        - 避難地域振興課、避難者支援課、生活拠点課、原子力損害対策課

      - 文化スポーツ局
        - 文化振興課、生涯学習課、スポーツ課

    - 生活環境部
      - 生活環境総務課、消費生活課［消費生活センター］、男女共生課、生活交通課、国際課［旅券室］、環境共生課、自然保護課、水・大気環境課、一般廃棄物課、産業廃棄物課、中間貯蔵・除染対策課
      - 環境創造センター、環境放射線センター、只見線管理事務所

    - 保健福祉部
      - 保健福祉総務課、国民健康保険課、社会福祉課、高齢福祉課、障がい福祉課、健康づくり推進課、県民健康管理課、地域医療課、感染症対策課、食品生活衛生課、薬務課
      - こども未来局
        - こども・青少年政策課、子育て支援課、児童家庭課

      - 保健福祉事務所［県北・県中・県南・会津・南会津・相双（いわき出張所）］、保健所［県北・県中・県南・会津・南会津・相双（いわき出張所）］、児童相談所［中央・県中（白河相談室）・会津（南会津相談室）・浜（南相馬相談室）］、食肉衛生検査所、障がい者総合福祉センター、若松乳児院、福島学園、郡山光風学園、大笹生学園、総合療育センター、女性のための相談支援センター、精神保健福祉センター、衛生研究所、環境医学研究所

    - 商工労働部
      - 商工総務課、経営金融課、雇用労政課、企業立地課、産業振興課、次世代産業課［医療関連産業集積推進室］、商業まちづくり課、産業人材育成課
      - 観光交流局
        - 観光交流課、空港交流課、県産品振興戦略課

      - 計量検定所、テクノアカデミー［郡山・会津・浜］、ハイテクプラザ［技術支援センター（会津若松・南相馬）］

    - 農林水産部
      - 農林総務課、農林企画課、農林技術課、農業振興課［農林地再生対策室］、農業担い手課、環境保全農業課、農業経済課［金融共済室］、農産物流通課、水田畑作課、園芸課、畜産課、水産課、農村計画課、農村振興課、農村基盤整備課、農地管理課、森林計画課、森林整備課、林業振興課、森林保全課
      - 農林事務所［県北・県中・県南・会津・南会津・相双（大柿ダム管理事務所・富岡林業指導所）・いわき］
        - 農業普及所［伊達・安達・田村・須賀川・喜多方・会津坂下・双葉］

      - 水産事務所、病害虫防除所、家畜保健衛生所［県北・県中・県南・会津・相双・いわき］、農業総合センター［果樹研究所・畜産研究所（養鶏分場、沼尻分場）・会津地域研究所・浜地域研究所・農業短期大学校］、林業研究センター、水産試験場［相馬支場］、内水面水産試験場

    - 土木部
      - 土木総務課［用地室］、土木企画課、技術管理課［建設産業室］、道路計画課［高速道路室］、道路管理課、道路整備課、河川計画課、河川整備課、砂防課、港湾課［空港施設室］、都市計画課、まちづくり推進課、下水道課、建築住宅課、建築指導課、営繕課
      - 建設事務所［県北・県中・県南・会津若松・喜多方・南会津・相双・いわき］
        - 土木事務所［保原・二本松・三春・須賀川・石川・棚倉・宮下・猪苗代・山口・富岡・勿来］、あぶくま高原道路管理事務所、大峠・日中総合管理事務所、ダム管理事務所［鮫川水系、小玉］
        - 港湾建設事務所［相馬・小名浜］、福島空港事務所、流域下水道建設事務所［県北・県中］

  - 会計管理者
    - 出納局
      - 出納総務課、審査課、入札用度課、工事検査課

  - 公営企業
    - 企業局
      - 経営・販売課、工業用水道課
      - いわき事業所

    - 病院局
      - 病院経営課
      - 病院
- 行政委員会
  - 教育委員会
    - 教育庁
      - 教育総務課、財務課［施設財産室］、職員課、福利課、社会教育課、文化財課、義務教育課、高校教育課、特別支援教育課、健康教育課
      - 教育事務所［県北・県中・県南・会津・南会津・相双・いわき］、
      - 教育センター、養護教育センター、図書館、美術館、博物館
      - 中学校、高等学校、特別支援学校

  - 公安委員会
    - 福島県警察

  - 選挙管理委員会 - 事務局
  - 人事委員会 - 事務局 - 総務審査課、採用給与課
  - 監査委員 - 事務局 - 監査総務課、普通会計監査課、企業会計監査課
  - 労働委員会 - 事務局 - 審査調整課
  - 収用委員会
  - 海区漁業調整委員会 - 事務局
  - 内水面漁場管理委員会

| 部局                       | 部局                                   | 部局                                                    | 出先機関 |
| -------------------------- | -------------------------------------- | ------------------------------------------------------- | --- |
| 知事                       |                                        |                                                         | |
| 会計管理者                 | 出納局                                 | 出納総務課                                              | 地方振興局出納室 |
| 会計管理者                 | 出納局                                 | 審査課                                                  | 地方振興局出納室 |
| 会計管理者                 | 出納局                                 | 入札用度課                                              | 地方振興局出納室 |
| 会計管理者                 | 出納局                                 | 工事検査課                                              | 地方振興局出納室 |
| 副知事                     |                                        |                                                         | |
| 風評・風化戦略担当理事     |                                        |                                                         | |
| 原子力損害対策担当理事     |                                        |                                                         | |
| 総務部                     | 秘書課                                 |                                                         | 地方振興局 （県北、県中、県南、会津、南会津、相双、いわき） 北海道事務所、東京事務所、名古屋事務所、大阪事務所 |
| 総務部                     | 政策調査課                             |                                                         | 地方振興局 （県北、県中、県南、会津、南会津、相双、いわき） 北海道事務所、東京事務所、名古屋事務所、大阪事務所 |
| 総務部                     | 広報課                                 | 県民広聴室                                              | 地方振興局 （県北、県中、県南、会津、南会津、相双、いわき） 北海道事務所、東京事務所、名古屋事務所、大阪事務所 |
| 総務部                     | 総務課                                 |                                                         | 地方振興局 （県北、県中、県南、会津、南会津、相双、いわき） 北海道事務所、東京事務所、名古屋事務所、大阪事務所 |
| 総務部                     | 財政課                                 |                                                         | 地方振興局 （県北、県中、県南、会津、南会津、相双、いわき） 北海道事務所、東京事務所、名古屋事務所、大阪事務所 |
| 総務部                     | 入札監理課                             |                                                         | 地方振興局 （県北、県中、県南、会津、南会津、相双、いわき） 北海道事務所、東京事務所、名古屋事務所、大阪事務所 |
| 総務部                     | 税務課                                 |                                                         | 地方振興局 （県北、県中、県南、会津、南会津、相双、いわき） 北海道事務所、東京事務所、名古屋事務所、大阪事務所 |
| 総務部                     | 税務システム課                         |                                                         | 地方振興局 （県北、県中、県南、会津、南会津、相双、いわき） 北海道事務所、東京事務所、名古屋事務所、大阪事務所 |
| 総務部                     | 職員研修課                             |                                                         | 地方振興局 （県北、県中、県南、会津、南会津、相双、いわき） 北海道事務所、東京事務所、名古屋事務所、大阪事務所 |
| 総務部                     | 行政経営課                             |                                                         | 地方振興局 （県北、県中、県南、会津、南会津、相双、いわき） 北海道事務所、東京事務所、名古屋事務所、大阪事務所 |
| 総務部                     | 人事課                                 |                                                         | 地方振興局 （県北、県中、県南、会津、南会津、相双、いわき） 北海道事務所、東京事務所、名古屋事務所、大阪事務所 |
| 総務部                     | 職員業務課                             | 福利厚生室                                              | 地方振興局 （県北、県中、県南、会津、南会津、相双、いわき） 北海道事務所、東京事務所、名古屋事務所、大阪事務所 |
| 総務部                     | 文書法務課                             |                                                         | 地方振興局 （県北、県中、県南、会津、南会津、相双、いわき） 北海道事務所、東京事務所、名古屋事務所、大阪事務所 |
| 総務部                     | 私学・法人課                           |                                                         | 地方振興局 （県北、県中、県南、会津、南会津、相双、いわき） 北海道事務所、東京事務所、名古屋事務所、大阪事務所 |
| 総務部                     | 財産管理課                             |                                                         | 地方振興局 （県北、県中、県南、会津、南会津、相双、いわき） 北海道事務所、東京事務所、名古屋事務所、大阪事務所 |
| 総務部                     | 施設管理課                             |                                                         | 地方振興局 （県北、県中、県南、会津、南会津、相双、いわき） 北海道事務所、東京事務所、名古屋事務所、大阪事務所 |
| 総務部                     | 市町村行政課                           |                                                         | 地方振興局 （県北、県中、県南、会津、南会津、相双、いわき） 北海道事務所、東京事務所、名古屋事務所、大阪事務所 |
| 総務部                     | 市町村財政課                           |                                                         | 地方振興局 （県北、県中、県南、会津、南会津、相双、いわき） 北海道事務所、東京事務所、名古屋事務所、大阪事務所 |
| 危機管理部 （危機管理室）  | 危機管理課                             |                                                         | 消防防災航空センター 消防学校 |
| 危機管理部 （危機管理室）  | 消防保安課                             |                                                         | 消防防災航空センター 消防学校 |
| 危機管理部 （危機管理室）  | 災害対策課                             |                                                         | 消防防災航空センター 消防学校 |
| 危機管理部 （危機管理室）  | 原子力安全対策課                       | 放射線監視室                                            | 消防防災航空センター 消防学校 |
| 企画調整部 （企画調整室）  | 企画調整課                             | 風評・風化戦略室                                        | ふたば復興事務所 |
| 企画調整部 （企画調整室）  | 復興・総合計画課                       |                                                         | ふたば復興事務所 |
| 企画調整部 （企画調整室）  | 福島イノベーション・コースト構想推進課 |                                                         | ふたば復興事務所 |
| 企画調整部 （企画調整室）  | 地域振興課                             |                                                         | ふたば復興事務所 |
| 企画調整部 （企画調整室）  | ふくしまぐらし推進課                   |                                                         | ふたば復興事務所 |
| 企画調整部 （企画調整室）  | エネルギー課                           |                                                         | ふたば復興事務所 |
| 企画調整部 （企画調整室）  | デジタル変革課                         |                                                         | ふたば復興事務所 |
| 企画調整部 （企画調整室）  | 統計課                                 |                                                         | ふたば復興事務所 |
| 企画調整部 （企画調整室）  | 避難地域復興局                         | 避難地域復興課 避難者支援課 生活拠点課 原子力損害対策課 | ふたば復興事務所 |
| 企画調整部 （企画調整室）  | 文化スポーツ局                         | 文化振興課 生涯学習課 スポーツ課                        | ふたば復興事務所 |
| 生活環境部                 | 生活環境総務課                         |                                                         | 環境創造センター 環境放射線センター 只見線管理事務所 |
| 生活環境部                 | 消費生活課                             |                                                         | 環境創造センター 環境放射線センター 只見線管理事務所 |
| 生活環境部                 | 男女共生課                             |                                                         | 環境創造センター 環境放射線センター 只見線管理事務所 |
| 生活環境部                 | 生活交通課                             |                                                         | 環境創造センター 環境放射線センター 只見線管理事務所 |
| 生活環境部                 | 国際課                                 | 旅券室                                                  | 環境創造センター 環境放射線センター 只見線管理事務所 |
| 生活環境部                 | 環境共生課                             |                                                         | 環境創造センター 環境放射線センター 只見線管理事務所 |
| 生活環境部                 | 自然保護課                             |                                                         | 環境創造センター 環境放射線センター 只見線管理事務所 |
| 生活環境部                 | 水・大気環境課                         |                                                         | 環境創造センター 環境放射線センター 只見線管理事務所 |
| 生活環境部                 | 一般廃棄物課                           |                                                         | 環境創造センター 環境放射線センター 只見線管理事務所 |
| 生活環境部                 | 産業廃棄物課                           |                                                         | 環境創造センター 環境放射線センター 只見線管理事務所 |
| 生活環境部                 | 中間貯蔵・除染対策課                   |                                                         | 環境創造センター 環境放射線センター 只見線管理事務所 |
| 保健福祉部                 | 保健福祉総務課                         |                                                         | 保健福祉事務所（保健所） （県北、県中、県南、会津、南会津、相双（いわき出張所）） 児童相談所 （中央、県中、会津、浜） （白河、南会津、浜相談室） 食肉衛生検査所 福島県動物愛護センター（会津支所、相双支所） 障がい者総合福祉センター 若松乳児院 福島学園、郡山光風学園、大笹生学園 総合療育センター 女性のための相談支援センター 精神保健福祉センター 衛生研究所 |
| 保健福祉部                 | 国民健康保険課                         |                                                         | 保健福祉事務所（保健所） （県北、県中、県南、会津、南会津、相双（いわき出張所）） 児童相談所 （中央、県中、会津、浜） （白河、南会津、浜相談室） 食肉衛生検査所 福島県動物愛護センター（会津支所、相双支所） 障がい者総合福祉センター 若松乳児院 福島学園、郡山光風学園、大笹生学園 総合療育センター 女性のための相談支援センター 精神保健福祉センター 衛生研究所 |
| 保健福祉部                 | 社会福祉課                             |                                                         | 保健福祉事務所（保健所） （県北、県中、県南、会津、南会津、相双（いわき出張所）） 児童相談所 （中央、県中、会津、浜） （白河、南会津、浜相談室） 食肉衛生検査所 福島県動物愛護センター（会津支所、相双支所） 障がい者総合福祉センター 若松乳児院 福島学園、郡山光風学園、大笹生学園 総合療育センター 女性のための相談支援センター 精神保健福祉センター 衛生研究所 |
| 保健福祉部                 | 高齢福祉課                             |                                                         | 保健福祉事務所（保健所） （県北、県中、県南、会津、南会津、相双（いわき出張所）） 児童相談所 （中央、県中、会津、浜） （白河、南会津、浜相談室） 食肉衛生検査所 福島県動物愛護センター（会津支所、相双支所） 障がい者総合福祉センター 若松乳児院 福島学園、郡山光風学園、大笹生学園 総合療育センター 女性のための相談支援センター 精神保健福祉センター 衛生研究所 |
| 保健福祉部                 | 障がい福祉課                           |                                                         | 保健福祉事務所（保健所） （県北、県中、県南、会津、南会津、相双（いわき出張所）） 児童相談所 （中央、県中、会津、浜） （白河、南会津、浜相談室） 食肉衛生検査所 福島県動物愛護センター（会津支所、相双支所） 障がい者総合福祉センター 若松乳児院 福島学園、郡山光風学園、大笹生学園 総合療育センター 女性のための相談支援センター 精神保健福祉センター 衛生研究所 |
| 保健福祉部                 | 健康づくり推進課                       |                                                         | 保健福祉事務所（保健所） （県北、県中、県南、会津、南会津、相双（いわき出張所）） 児童相談所 （中央、県中、会津、浜） （白河、南会津、浜相談室） 食肉衛生検査所 福島県動物愛護センター（会津支所、相双支所） 障がい者総合福祉センター 若松乳児院 福島学園、郡山光風学園、大笹生学園 総合療育センター 女性のための相談支援センター 精神保健福祉センター 衛生研究所 |
| 保健福祉部                 | 県民健康調査課                         |                                                         | 保健福祉事務所（保健所） （県北、県中、県南、会津、南会津、相双（いわき出張所）） 児童相談所 （中央、県中、会津、浜） （白河、南会津、浜相談室） 食肉衛生検査所 福島県動物愛護センター（会津支所、相双支所） 障がい者総合福祉センター 若松乳児院 福島学園、郡山光風学園、大笹生学園 総合療育センター 女性のための相談支援センター 精神保健福祉センター 衛生研究所 |
| 保健福祉部                 | 地域医療課                             | 医療人材対策室                                          | 保健福祉事務所（保健所） （県北、県中、県南、会津、南会津、相双（いわき出張所）） 児童相談所 （中央、県中、会津、浜） （白河、南会津、浜相談室） 食肉衛生検査所 福島県動物愛護センター（会津支所、相双支所） 障がい者総合福祉センター 若松乳児院 福島学園、郡山光風学園、大笹生学園 総合療育センター 女性のための相談支援センター 精神保健福祉センター 衛生研究所 |
| 保健福祉部                 | 感染症対策課                           |                                                         | 保健福祉事務所（保健所） （県北、県中、県南、会津、南会津、相双（いわき出張所）） 児童相談所 （中央、県中、会津、浜） （白河、南会津、浜相談室） 食肉衛生検査所 福島県動物愛護センター（会津支所、相双支所） 障がい者総合福祉センター 若松乳児院 福島学園、郡山光風学園、大笹生学園 総合療育センター 女性のための相談支援センター 精神保健福祉センター 衛生研究所 |
| 保健福祉部                 | 食品生活衛生課                         |                                                         | 保健福祉事務所（保健所） （県北、県中、県南、会津、南会津、相双（いわき出張所）） 児童相談所 （中央、県中、会津、浜） （白河、南会津、浜相談室） 食肉衛生検査所 福島県動物愛護センター（会津支所、相双支所） 障がい者総合福祉センター 若松乳児院 福島学園、郡山光風学園、大笹生学園 総合療育センター 女性のための相談支援センター 精神保健福祉センター 衛生研究所 |
| 保健福祉部                 | 薬務課                                 |                                                         | 保健福祉事務所（保健所） （県北、県中、県南、会津、南会津、相双（いわき出張所）） 児童相談所 （中央、県中、会津、浜） （白河、南会津、浜相談室） 食肉衛生検査所 福島県動物愛護センター（会津支所、相双支所） 障がい者総合福祉センター 若松乳児院 福島学園、郡山光風学園、大笹生学園 総合療育センター 女性のための相談支援センター 精神保健福祉センター 衛生研究所 |
| 保健福祉部                 | こども未来局                           | こども・青少年政策課 子育て支援課 児童家庭課            | 保健福祉事務所（保健所） （県北、県中、県南、会津、南会津、相双（いわき出張所）） 児童相談所 （中央、県中、会津、浜） （白河、南会津、浜相談室） 食肉衛生検査所 福島県動物愛護センター（会津支所、相双支所） 障がい者総合福祉センター 若松乳児院 福島学園、郡山光風学園、大笹生学園 総合療育センター 女性のための相談支援センター 精神保健福祉センター 衛生研究所 |
| 商工労働部                 | 商工総務課                             |                                                         | 計量検定所 テクノアカデミー（郡山、会津、浜） ハイテクプラザ （県産品加工支援センター） （会津若松技術支援センター、南相馬技術支援センター） |
| 商工労働部                 | 経営金融課                             |                                                         | 計量検定所 テクノアカデミー（郡山、会津、浜） ハイテクプラザ （県産品加工支援センター） （会津若松技術支援センター、南相馬技術支援センター） |
| 商工労働部                 | 雇用労政課                             |                                                         | 計量検定所 テクノアカデミー（郡山、会津、浜） ハイテクプラザ （県産品加工支援センター） （会津若松技術支援センター、南相馬技術支援センター） |
| 商工労働部                 | 企業立地課                             |                                                         | 計量検定所 テクノアカデミー（郡山、会津、浜） ハイテクプラザ （県産品加工支援センター） （会津若松技術支援センター、南相馬技術支援センター） |
| 商工労働部                 | 産業振興課                             |                                                         | 計量検定所 テクノアカデミー（郡山、会津、浜） ハイテクプラザ （県産品加工支援センター） （会津若松技術支援センター、南相馬技術支援センター） |
| 商工労働部                 | 次世代産業課                           | 医療関連産業集積推進室                                  | 計量検定所 テクノアカデミー（郡山、会津、浜） ハイテクプラザ （県産品加工支援センター） （会津若松技術支援センター、南相馬技術支援センター） |
| 商工労働部                 | 商業まちづくり課                       |                                                         | 計量検定所 テクノアカデミー（郡山、会津、浜） ハイテクプラザ （県産品加工支援センター） （会津若松技術支援センター、南相馬技術支援センター） |
| 商工労働部                 | 産業人材育成課                         |                                                         | 計量検定所 テクノアカデミー（郡山、会津、浜） ハイテクプラザ （県産品加工支援センター） （会津若松技術支援センター、南相馬技術支援センター） |
| 商工労働部                 | 観光交流局                             | 観光交流課 空港交流課 県産品振興戦略課                  | 計量検定所 テクノアカデミー（郡山、会津、浜） ハイテクプラザ （県産品加工支援センター） （会津若松技術支援センター、南相馬技術支援センター） |
| 農林水産部                 | 農林総務課                             |                                                         | 県北農林事務所（伊達農業普及所、安達農業普及所） 県中農林事務所（田村農業普及所、須賀川農業普及所） 県南農林事務所 会津農林事務所（喜多方農業普及所、会津坂下農業普及所） 南会津農林事務所 相双農林事務所（双葉農業普及所、富岡林業指導所） いわき農林事務所 水産事務所 中央家畜保健衛生所 農業総合センター （果樹研究所、畜産研究所、畜産研究所沼尻分場） （会津地域研究所、浜地域研究所） （浜地域農業再生研究センター、農業短期大学校） 福島県病害虫防除所 林業研究センター 水産海洋研究センター 水産資源研究所 内水面水産試験場 |
| 農林水産部                 | 農林企画課                             |                                                         | 県北農林事務所（伊達農業普及所、安達農業普及所） 県中農林事務所（田村農業普及所、須賀川農業普及所） 県南農林事務所 会津農林事務所（喜多方農業普及所、会津坂下農業普及所） 南会津農林事務所 相双農林事務所（双葉農業普及所、富岡林業指導所） いわき農林事務所 水産事務所 中央家畜保健衛生所 農業総合センター （果樹研究所、畜産研究所、畜産研究所沼尻分場） （会津地域研究所、浜地域研究所） （浜地域農業再生研究センター、農業短期大学校） 福島県病害虫防除所 林業研究センター 水産海洋研究センター 水産資源研究所 内水面水産試験場 |
| 農林水産部                 | 農林技術課                             |                                                         | 県北農林事務所（伊達農業普及所、安達農業普及所） 県中農林事務所（田村農業普及所、須賀川農業普及所） 県南農林事務所 会津農林事務所（喜多方農業普及所、会津坂下農業普及所） 南会津農林事務所 相双農林事務所（双葉農業普及所、富岡林業指導所） いわき農林事務所 水産事務所 中央家畜保健衛生所 農業総合センター （果樹研究所、畜産研究所、畜産研究所沼尻分場） （会津地域研究所、浜地域研究所） （浜地域農業再生研究センター、農業短期大学校） 福島県病害虫防除所 林業研究センター 水産海洋研究センター 水産資源研究所 内水面水産試験場 |
| 農林水産部                 | 農業振興課                             |                                                         | 県北農林事務所（伊達農業普及所、安達農業普及所） 県中農林事務所（田村農業普及所、須賀川農業普及所） 県南農林事務所 会津農林事務所（喜多方農業普及所、会津坂下農業普及所） 南会津農林事務所 相双農林事務所（双葉農業普及所、富岡林業指導所） いわき農林事務所 水産事務所 中央家畜保健衛生所 農業総合センター （果樹研究所、畜産研究所、畜産研究所沼尻分場） （会津地域研究所、浜地域研究所） （浜地域農業再生研究センター、農業短期大学校） 福島県病害虫防除所 林業研究センター 水産海洋研究センター 水産資源研究所 内水面水産試験場 |
| 農林水産部                 | 農業担い手課                           |                                                         | 県北農林事務所（伊達農業普及所、安達農業普及所） 県中農林事務所（田村農業普及所、須賀川農業普及所） 県南農林事務所 会津農林事務所（喜多方農業普及所、会津坂下農業普及所） 南会津農林事務所 相双農林事務所（双葉農業普及所、富岡林業指導所） いわき農林事務所 水産事務所 中央家畜保健衛生所 農業総合センター （果樹研究所、畜産研究所、畜産研究所沼尻分場） （会津地域研究所、浜地域研究所） （浜地域農業再生研究センター、農業短期大学校） 福島県病害虫防除所 林業研究センター 水産海洋研究センター 水産資源研究所 内水面水産試験場 |
| 農林水産部                 | 環境保全農業課                         |                                                         | 県北農林事務所（伊達農業普及所、安達農業普及所） 県中農林事務所（田村農業普及所、須賀川農業普及所） 県南農林事務所 会津農林事務所（喜多方農業普及所、会津坂下農業普及所） 南会津農林事務所 相双農林事務所（双葉農業普及所、富岡林業指導所） いわき農林事務所 水産事務所 中央家畜保健衛生所 農業総合センター （果樹研究所、畜産研究所、畜産研究所沼尻分場） （会津地域研究所、浜地域研究所） （浜地域農業再生研究センター、農業短期大学校） 福島県病害虫防除所 林業研究センター 水産海洋研究センター 水産資源研究所 内水面水産試験場 |
| 農林水産部                 | 農業経済課                             |                                                         | 県北農林事務所（伊達農業普及所、安達農業普及所） 県中農林事務所（田村農業普及所、須賀川農業普及所） 県南農林事務所 会津農林事務所（喜多方農業普及所、会津坂下農業普及所） 南会津農林事務所 相双農林事務所（双葉農業普及所、富岡林業指導所） いわき農林事務所 水産事務所 中央家畜保健衛生所 農業総合センター （果樹研究所、畜産研究所、畜産研究所沼尻分場） （会津地域研究所、浜地域研究所） （浜地域農業再生研究センター、農業短期大学校） 福島県病害虫防除所 林業研究センター 水産海洋研究センター 水産資源研究所 内水面水産試験場 |
| 農林水産部                 | 農産物流通課                           |                                                         | 県北農林事務所（伊達農業普及所、安達農業普及所） 県中農林事務所（田村農業普及所、須賀川農業普及所） 県南農林事務所 会津農林事務所（喜多方農業普及所、会津坂下農業普及所） 南会津農林事務所 相双農林事務所（双葉農業普及所、富岡林業指導所） いわき農林事務所 水産事務所 中央家畜保健衛生所 農業総合センター （果樹研究所、畜産研究所、畜産研究所沼尻分場） （会津地域研究所、浜地域研究所） （浜地域農業再生研究センター、農業短期大学校） 福島県病害虫防除所 林業研究センター 水産海洋研究センター 水産資源研究所 内水面水産試験場 |
| 農林水産部                 | 水田畑作課                             |                                                         | 県北農林事務所（伊達農業普及所、安達農業普及所） 県中農林事務所（田村農業普及所、須賀川農業普及所） 県南農林事務所 会津農林事務所（喜多方農業普及所、会津坂下農業普及所） 南会津農林事務所 相双農林事務所（双葉農業普及所、富岡林業指導所） いわき農林事務所 水産事務所 中央家畜保健衛生所 農業総合センター （果樹研究所、畜産研究所、畜産研究所沼尻分場） （会津地域研究所、浜地域研究所） （浜地域農業再生研究センター、農業短期大学校） 福島県病害虫防除所 林業研究センター 水産海洋研究センター 水産資源研究所 内水面水産試験場 |
| 農林水産部                 | 園芸課                                 |                                                         | 県北農林事務所（伊達農業普及所、安達農業普及所） 県中農林事務所（田村農業普及所、須賀川農業普及所） 県南農林事務所 会津農林事務所（喜多方農業普及所、会津坂下農業普及所） 南会津農林事務所 相双農林事務所（双葉農業普及所、富岡林業指導所） いわき農林事務所 水産事務所 中央家畜保健衛生所 農業総合センター （果樹研究所、畜産研究所、畜産研究所沼尻分場） （会津地域研究所、浜地域研究所） （浜地域農業再生研究センター、農業短期大学校） 福島県病害虫防除所 林業研究センター 水産海洋研究センター 水産資源研究所 内水面水産試験場 |
| 農林水産部                 | 畜産課                                 |                                                         | 県北農林事務所（伊達農業普及所、安達農業普及所） 県中農林事務所（田村農業普及所、須賀川農業普及所） 県南農林事務所 会津農林事務所（喜多方農業普及所、会津坂下農業普及所） 南会津農林事務所 相双農林事務所（双葉農業普及所、富岡林業指導所） いわき農林事務所 水産事務所 中央家畜保健衛生所 農業総合センター （果樹研究所、畜産研究所、畜産研究所沼尻分場） （会津地域研究所、浜地域研究所） （浜地域農業再生研究センター、農業短期大学校） 福島県病害虫防除所 林業研究センター 水産海洋研究センター 水産資源研究所 内水面水産試験場 |
| 農林水産部                 | 水産課                                 |                                                         | 県北農林事務所（伊達農業普及所、安達農業普及所） 県中農林事務所（田村農業普及所、須賀川農業普及所） 県南農林事務所 会津農林事務所（喜多方農業普及所、会津坂下農業普及所） 南会津農林事務所 相双農林事務所（双葉農業普及所、富岡林業指導所） いわき農林事務所 水産事務所 中央家畜保健衛生所 農業総合センター （果樹研究所、畜産研究所、畜産研究所沼尻分場） （会津地域研究所、浜地域研究所） （浜地域農業再生研究センター、農業短期大学校） 福島県病害虫防除所 林業研究センター 水産海洋研究センター 水産資源研究所 内水面水産試験場 |
| 農林水産部                 | 農村計画課                             |                                                         | 県北農林事務所（伊達農業普及所、安達農業普及所） 県中農林事務所（田村農業普及所、須賀川農業普及所） 県南農林事務所 会津農林事務所（喜多方農業普及所、会津坂下農業普及所） 南会津農林事務所 相双農林事務所（双葉農業普及所、富岡林業指導所） いわき農林事務所 水産事務所 中央家畜保健衛生所 農業総合センター （果樹研究所、畜産研究所、畜産研究所沼尻分場） （会津地域研究所、浜地域研究所） （浜地域農業再生研究センター、農業短期大学校） 福島県病害虫防除所 林業研究センター 水産海洋研究センター 水産資源研究所 内水面水産試験場 |
| 農林水産部                 | 農村振興課                             |                                                         | 県北農林事務所（伊達農業普及所、安達農業普及所） 県中農林事務所（田村農業普及所、須賀川農業普及所） 県南農林事務所 会津農林事務所（喜多方農業普及所、会津坂下農業普及所） 南会津農林事務所 相双農林事務所（双葉農業普及所、富岡林業指導所） いわき農林事務所 水産事務所 中央家畜保健衛生所 農業総合センター （果樹研究所、畜産研究所、畜産研究所沼尻分場） （会津地域研究所、浜地域研究所） （浜地域農業再生研究センター、農業短期大学校） 福島県病害虫防除所 林業研究センター 水産海洋研究センター 水産資源研究所 内水面水産試験場 |
| 農林水産部                 | 農村基盤整備課                         |                                                         | 県北農林事務所（伊達農業普及所、安達農業普及所） 県中農林事務所（田村農業普及所、須賀川農業普及所） 県南農林事務所 会津農林事務所（喜多方農業普及所、会津坂下農業普及所） 南会津農林事務所 相双農林事務所（双葉農業普及所、富岡林業指導所） いわき農林事務所 水産事務所 中央家畜保健衛生所 農業総合センター （果樹研究所、畜産研究所、畜産研究所沼尻分場） （会津地域研究所、浜地域研究所） （浜地域農業再生研究センター、農業短期大学校） 福島県病害虫防除所 林業研究センター 水産海洋研究センター 水産資源研究所 内水面水産試験場 |
| 農林水産部                 | 農地管理課                             |                                                         | 県北農林事務所（伊達農業普及所、安達農業普及所） 県中農林事務所（田村農業普及所、須賀川農業普及所） 県南農林事務所 会津農林事務所（喜多方農業普及所、会津坂下農業普及所） 南会津農林事務所 相双農林事務所（双葉農業普及所、富岡林業指導所） いわき農林事務所 水産事務所 中央家畜保健衛生所 農業総合センター （果樹研究所、畜産研究所、畜産研究所沼尻分場） （会津地域研究所、浜地域研究所） （浜地域農業再生研究センター、農業短期大学校） 福島県病害虫防除所 林業研究センター 水産海洋研究センター 水産資源研究所 内水面水産試験場 |
| 農林水産部                 | 森林計画課                             |                                                         | 県北農林事務所（伊達農業普及所、安達農業普及所） 県中農林事務所（田村農業普及所、須賀川農業普及所） 県南農林事務所 会津農林事務所（喜多方農業普及所、会津坂下農業普及所） 南会津農林事務所 相双農林事務所（双葉農業普及所、富岡林業指導所） いわき農林事務所 水産事務所 中央家畜保健衛生所 農業総合センター （果樹研究所、畜産研究所、畜産研究所沼尻分場） （会津地域研究所、浜地域研究所） （浜地域農業再生研究センター、農業短期大学校） 福島県病害虫防除所 林業研究センター 水産海洋研究センター 水産資源研究所 内水面水産試験場 |
| 農林水産部                 | 森林整備課                             |                                                         | 県北農林事務所（伊達農業普及所、安達農業普及所） 県中農林事務所（田村農業普及所、須賀川農業普及所） 県南農林事務所 会津農林事務所（喜多方農業普及所、会津坂下農業普及所） 南会津農林事務所 相双農林事務所（双葉農業普及所、富岡林業指導所） いわき農林事務所 水産事務所 中央家畜保健衛生所 農業総合センター （果樹研究所、畜産研究所、畜産研究所沼尻分場） （会津地域研究所、浜地域研究所） （浜地域農業再生研究センター、農業短期大学校） 福島県病害虫防除所 林業研究センター 水産海洋研究センター 水産資源研究所 内水面水産試験場 |
| 農林水産部                 | 林業振興課                             |                                                         | 県北農林事務所（伊達農業普及所、安達農業普及所） 県中農林事務所（田村農業普及所、須賀川農業普及所） 県南農林事務所 会津農林事務所（喜多方農業普及所、会津坂下農業普及所） 南会津農林事務所 相双農林事務所（双葉農業普及所、富岡林業指導所） いわき農林事務所 水産事務所 中央家畜保健衛生所 農業総合センター （果樹研究所、畜産研究所、畜産研究所沼尻分場） （会津地域研究所、浜地域研究所） （浜地域農業再生研究センター、農業短期大学校） 福島県病害虫防除所 林業研究センター 水産海洋研究センター 水産資源研究所 内水面水産試験場 |
| 農林水産部                 | 森林保全課                             |                                                         | 県北農林事務所（伊達農業普及所、安達農業普及所） 県中農林事務所（田村農業普及所、須賀川農業普及所） 県南農林事務所 会津農林事務所（喜多方農業普及所、会津坂下農業普及所） 南会津農林事務所 相双農林事務所（双葉農業普及所、富岡林業指導所） いわき農林事務所 水産事務所 中央家畜保健衛生所 農業総合センター （果樹研究所、畜産研究所、畜産研究所沼尻分場） （会津地域研究所、浜地域研究所） （浜地域農業再生研究センター、農業短期大学校） 福島県病害虫防除所 林業研究センター 水産海洋研究センター 水産資源研究所 内水面水産試験場 |
| 土木部                     | 土木総務課                             | 用地室                                                  | 建設事務所 （県北、県中、県南、会津若松、喜多方、南会津、相双、いわき） 土木事務所 （保原、二本松、三春、須賀川、石川、棚倉、宮下、猪苗代、山口、富岡） あぶくま高原道路管理事務所 大峠・日中総合管理事務所 鮫川水系ダム管理事務所 相馬港湾建設事務所 小名浜港湾建設事務所 福島空港事務所 県北流域下水道建設事務所 県中流域下水道建設事務所 |
| 土木部                     | 土木企画課                             |                                                         | 建設事務所 （県北、県中、県南、会津若松、喜多方、南会津、相双、いわき） 土木事務所 （保原、二本松、三春、須賀川、石川、棚倉、宮下、猪苗代、山口、富岡） あぶくま高原道路管理事務所 大峠・日中総合管理事務所 鮫川水系ダム管理事務所 相馬港湾建設事務所 小名浜港湾建設事務所 福島空港事務所 県北流域下水道建設事務所 県中流域下水道建設事務所 |
| 土木部                     | 技術管理課                             | 建設産業室                                              | 建設事務所 （県北、県中、県南、会津若松、喜多方、南会津、相双、いわき） 土木事務所 （保原、二本松、三春、須賀川、石川、棚倉、宮下、猪苗代、山口、富岡） あぶくま高原道路管理事務所 大峠・日中総合管理事務所 鮫川水系ダム管理事務所 相馬港湾建設事務所 小名浜港湾建設事務所 福島空港事務所 県北流域下水道建設事務所 県中流域下水道建設事務所 |
| 土木部                     | 道路計画課                             | 高速道路室                                              | 建設事務所 （県北、県中、県南、会津若松、喜多方、南会津、相双、いわき） 土木事務所 （保原、二本松、三春、須賀川、石川、棚倉、宮下、猪苗代、山口、富岡） あぶくま高原道路管理事務所 大峠・日中総合管理事務所 鮫川水系ダム管理事務所 相馬港湾建設事務所 小名浜港湾建設事務所 福島空港事務所 県北流域下水道建設事務所 県中流域下水道建設事務所 |
| 土木部                     | 道路管理課                             |                                                         | 建設事務所 （県北、県中、県南、会津若松、喜多方、南会津、相双、いわき） 土木事務所 （保原、二本松、三春、須賀川、石川、棚倉、宮下、猪苗代、山口、富岡） あぶくま高原道路管理事務所 大峠・日中総合管理事務所 鮫川水系ダム管理事務所 相馬港湾建設事務所 小名浜港湾建設事務所 福島空港事務所 県北流域下水道建設事務所 県中流域下水道建設事務所 |
| 土木部                     | 道路整備課                             |                                                         | 建設事務所 （県北、県中、県南、会津若松、喜多方、南会津、相双、いわき） 土木事務所 （保原、二本松、三春、須賀川、石川、棚倉、宮下、猪苗代、山口、富岡） あぶくま高原道路管理事務所 大峠・日中総合管理事務所 鮫川水系ダム管理事務所 相馬港湾建設事務所 小名浜港湾建設事務所 福島空港事務所 県北流域下水道建設事務所 県中流域下水道建設事務所 |
| 土木部                     | 河川計画課                             |                                                         | 建設事務所 （県北、県中、県南、会津若松、喜多方、南会津、相双、いわき） 土木事務所 （保原、二本松、三春、須賀川、石川、棚倉、宮下、猪苗代、山口、富岡） あぶくま高原道路管理事務所 大峠・日中総合管理事務所 鮫川水系ダム管理事務所 相馬港湾建設事務所 小名浜港湾建設事務所 福島空港事務所 県北流域下水道建設事務所 県中流域下水道建設事務所 |
| 土木部                     | 河川整備課                             |                                                         | 建設事務所 （県北、県中、県南、会津若松、喜多方、南会津、相双、いわき） 土木事務所 （保原、二本松、三春、須賀川、石川、棚倉、宮下、猪苗代、山口、富岡） あぶくま高原道路管理事務所 大峠・日中総合管理事務所 鮫川水系ダム管理事務所 相馬港湾建設事務所 小名浜港湾建設事務所 福島空港事務所 県北流域下水道建設事務所 県中流域下水道建設事務所 |
| 土木部                     | 砂防課                                 |                                                         | 建設事務所 （県北、県中、県南、会津若松、喜多方、南会津、相双、いわき） 土木事務所 （保原、二本松、三春、須賀川、石川、棚倉、宮下、猪苗代、山口、富岡） あぶくま高原道路管理事務所 大峠・日中総合管理事務所 鮫川水系ダム管理事務所 相馬港湾建設事務所 小名浜港湾建設事務所 福島空港事務所 県北流域下水道建設事務所 県中流域下水道建設事務所 |
| 土木部                     | 港湾課                                 | 空港施設室                                              | 建設事務所 （県北、県中、県南、会津若松、喜多方、南会津、相双、いわき） 土木事務所 （保原、二本松、三春、須賀川、石川、棚倉、宮下、猪苗代、山口、富岡） あぶくま高原道路管理事務所 大峠・日中総合管理事務所 鮫川水系ダム管理事務所 相馬港湾建設事務所 小名浜港湾建設事務所 福島空港事務所 県北流域下水道建設事務所 県中流域下水道建設事務所 |
| 土木部                     | 都市計画課                             |                                                         | 建設事務所 （県北、県中、県南、会津若松、喜多方、南会津、相双、いわき） 土木事務所 （保原、二本松、三春、須賀川、石川、棚倉、宮下、猪苗代、山口、富岡） あぶくま高原道路管理事務所 大峠・日中総合管理事務所 鮫川水系ダム管理事務所 相馬港湾建設事務所 小名浜港湾建設事務所 福島空港事務所 県北流域下水道建設事務所 県中流域下水道建設事務所 |
| 土木部                     | まちづくり推進課                       |                                                         | 建設事務所 （県北、県中、県南、会津若松、喜多方、南会津、相双、いわき） 土木事務所 （保原、二本松、三春、須賀川、石川、棚倉、宮下、猪苗代、山口、富岡） あぶくま高原道路管理事務所 大峠・日中総合管理事務所 鮫川水系ダム管理事務所 相馬港湾建設事務所 小名浜港湾建設事務所 福島空港事務所 県北流域下水道建設事務所 県中流域下水道建設事務所 |
| 土木部                     | 下水道課                               |                                                         | 建設事務所 （県北、県中、県南、会津若松、喜多方、南会津、相双、いわき） 土木事務所 （保原、二本松、三春、須賀川、石川、棚倉、宮下、猪苗代、山口、富岡） あぶくま高原道路管理事務所 大峠・日中総合管理事務所 鮫川水系ダム管理事務所 相馬港湾建設事務所 小名浜港湾建設事務所 福島空港事務所 県北流域下水道建設事務所 県中流域下水道建設事務所 |
| 土木部                     | 建築住宅課                             |                                                         | 建設事務所 （県北、県中、県南、会津若松、喜多方、南会津、相双、いわき） 土木事務所 （保原、二本松、三春、須賀川、石川、棚倉、宮下、猪苗代、山口、富岡） あぶくま高原道路管理事務所 大峠・日中総合管理事務所 鮫川水系ダム管理事務所 相馬港湾建設事務所 小名浜港湾建設事務所 福島空港事務所 県北流域下水道建設事務所 県中流域下水道建設事務所 |
| 土木部                     | 建築指導課                             |                                                         | 建設事務所 （県北、県中、県南、会津若松、喜多方、南会津、相双、いわき） 土木事務所 （保原、二本松、三春、須賀川、石川、棚倉、宮下、猪苗代、山口、富岡） あぶくま高原道路管理事務所 大峠・日中総合管理事務所 鮫川水系ダム管理事務所 相馬港湾建設事務所 小名浜港湾建設事務所 福島空港事務所 県北流域下水道建設事務所 県中流域下水道建設事務所 |
| 土木部                     | 営繕課                                 |                                                         | 建設事務所 （県北、県中、県南、会津若松、喜多方、南会津、相双、いわき） 土木事務所 （保原、二本松、三春、須賀川、石川、棚倉、宮下、猪苗代、山口、富岡） あぶくま高原道路管理事務所 大峠・日中総合管理事務所 鮫川水系ダム管理事務所 相馬港湾建設事務所 小名浜港湾建設事務所 福島空港事務所 県北流域下水道建設事務所 県中流域下水道建設事務所 |
| 公営企業                   |                                        |                                                         | |
| 企業局                     | 企業総務課                             |                                                         | いわき事業所 |
| 企業局                     | 工業用水道課                           |                                                         | いわき事業所 |
| 病院局                     | 病院経営課                             |                                                         | ふくしま医療センターこころの杜 宮下病院 南会津病院 大野病院 ふたば医療センター附属ふたば復興診療所 ふたば医療センター附属病院 |
| 行政委員会                 |                                        |                                                         | |
| 教育委員会                 | 教育庁                                 | 教育総務課                                              | 教育事務所 （県北、県中、県南、会津、南会津、相双、いわき） 教育センター 特別支援教育センター 県立図書館 県立美術館 県立博物館 |
| 教育委員会                 | 教育庁                                 | 財務課 （施設財産室）                                   | 教育事務所 （県北、県中、県南、会津、南会津、相双、いわき） 教育センター 特別支援教育センター 県立図書館 県立美術館 県立博物館 |
| 教育委員会                 | 教育庁                                 | 職員課                                                  | 教育事務所 （県北、県中、県南、会津、南会津、相双、いわき） 教育センター 特別支援教育センター 県立図書館 県立美術館 県立博物館 |
| 教育委員会                 | 教育庁                                 | 福利課                                                  | 教育事務所 （県北、県中、県南、会津、南会津、相双、いわき） 教育センター 特別支援教育センター 県立図書館 県立美術館 県立博物館 |
| 教育委員会                 | 教育庁                                 | 社会教育課                                              | 教育事務所 （県北、県中、県南、会津、南会津、相双、いわき） 教育センター 特別支援教育センター 県立図書館 県立美術館 県立博物館 |
| 教育委員会                 | 教育庁                                 | 文化財課                                                | 教育事務所 （県北、県中、県南、会津、南会津、相双、いわき） 教育センター 特別支援教育センター 県立図書館 県立美術館 県立博物館 |
| 教育委員会                 | 教育庁                                 | 義務教育課                                              | 教育事務所 （県北、県中、県南、会津、南会津、相双、いわき） 教育センター 特別支援教育センター 県立図書館 県立美術館 県立博物館 |
| 教育委員会                 | 教育庁                                 | 高校教育課 （県立高校改革室）                           | 教育事務所 （県北、県中、県南、会津、南会津、相双、いわき） 教育センター 特別支援教育センター 県立図書館 県立美術館 県立博物館 |
| 教育委員会                 | 教育庁                                 | 特別支援教育課                                          | 教育事務所 （県北、県中、県南、会津、南会津、相双、いわき） 教育センター 特別支援教育センター 県立図書館 県立美術館 県立博物館 |
| 教育委員会                 | 教育庁                                 | 健康教育課                                              | 教育事務所 （県北、県中、県南、会津、南会津、相双、いわき） 教育センター 特別支援教育センター 県立図書館 県立美術館 県立博物館 |
| 公安委員会                 | 警察本部                               |                                                         | |
| 選挙管理委員会             | 選挙管理委員会事務局                   |                                                         | |
| 監査委員                   | 監査委員事務局                         | 監査総務課 普通会計監査課 企業会計監査課                | |
| 人事委員会                 | 人事委員会事務局                       | 総務審査課 採用給与課                                   | |
| 労働委員会                 | 労働委員会事務局                       | 審査調整課                                              | |
| 福島海区漁業調整委員会     | 事務局                                 |                                                         | |
| 福島県内水面漁場管理委員会 | 事務局                                 |                                                         | |